# ماراکاجو (ماتو گروسو دو سول)
ماراکاجو (به پرتغالی: Maracaju) یک منطقهٔ مسکونی در برزیل است که در ماتوگروسو جنوبی واقع شده‌است. ماراکاجو ۵٬۲۹۹ کیلومتر مربع مساحت و ۴۸٬۰۲۲ نفر جمعیت دارد.